# Pajzs (heraldika)
A pajzs a címer legfontosabb része. Pajzs (vagy sisakdísz) nélkül nem beszélhetünk címerről, viszont címernek számít minden olyan heraldikailag szabályos ábrázolás, mely csak pajzsból és a rajta feltüntetett ábrákból áll, mindenféle további címerrészek és -tartozékok nélkül. A heraldikában a pajzs felülete szolgál a címerviselőt jelképező címerábrák feltüntetésére. A pajzs felületét ezért alapnak vagy mezőnek is nevezzük. A pajzs akkor heraldikai, ha felületét színes ábrák fedik, melyek a pajzs viselőjét jelképezik. Nem minden színes pajzsot lehet heraldikusnak nevezni. Az ábráknak meg kell felelniük a heraldika szabályainak.

Pajzsformák

A pajzs ezenkívül címerkép is, a maga természetes, heraldikailag nem stilizált formájában. Általában háromszögű, díszítetlen pajzsként fordul elő, mint pl. a művészcímerben vagy a lengyel Sobieski hercegek címerében. A pajzsot nem szabad összetéveszteni a kispajzsokkal. Altípusai a különféle pajzsocskák.

## A címerpajzs eredete

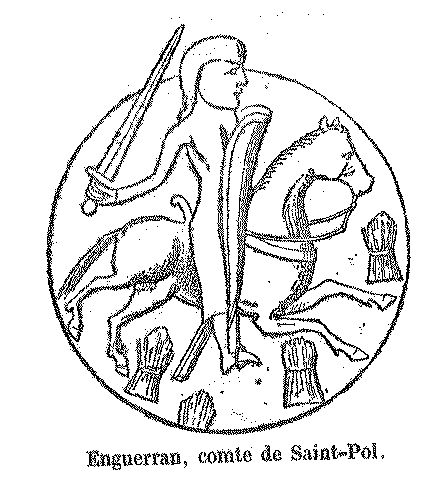
Normann pajzs Enguerran, Saint-Pol grófjának 1150 előtti pecsétjén

Minden olyan pajzs, melyet a preheraldikus korban használtak, antiheraldikus. Ide tartozik a kör alakú viking pajzs (Wikingerschild), a római ívelt négyszögű pajzs, a scutum (Turmschild), az ovális vagy kör alakú pajzs, a Parma, valamint a görög pajzsok, a hoplon és az aspis. A norman pajzs (de: V-Schild, Langspitzschild, Normannenschild) is a preheraldikus korból való.
Csak a 11-16. századi pajzsok, azaz az élő heraldika korának pajzsformáni nevezhetők
címerpajzsoknak, de ezen korban sem vált minden pajzs heraldikai pajzzsá. Ilyen pl. a már az ókorból is ismert állópajzs (Setzschild), a pavese is. Az élő heraldika kora utáni pajzsok (képzelt paizsok, Bárczay 47.), melyeket már nem használtak a csatában vagy a lovagi tornán, bizonyos megszorításokkal már szintén antiheraldikusak, de valódi címerpajzsok, mert elsődleges feladatuk a címertulajdonos jelképeinek a viselése volt. A holt heraldika korában számos modern pajzsforma jött létre, melyek már nem viselnek címert, mint pl. a rendőrségi pajzsok vagy pedig újonnan vették használatba a címerek feltüntetésére, mint az afrikai heraldika pajzsformái.
Az első heraldikai elemeket tartalmazó pajzsok a 11. és 12. században jelentek meg. A 12. század végén, a címerek megjelenése után már voltak címerekkel ellátott, a csatában ténylegesen viselt hadi vagy címerpajzsok is. Ezért a heraldika előtti festett pajzsok nem tekinthetők címernek. Így a 12. század második felében rendkívül elterjedt normann pajzsok sem tekinthetők heraldikai pajzsnak.
A pajzs szó olasz eredetű, a pavese jelentésével függ össze és a kifejezés európai elterjedésében a magyar nyelvnek is volt szerepe.  A heraldikai pajzs a háborúban és a lovagi tornákon használt pajzsformákból származik. A lovagi hadviselés megszűntével a gyakorlatban nem használt, kitalált heraldikai pajzsok is létrejöttek, de a legtöbb régi hadi pajzsot is tovább alkalmazták. A pajzs kitűnő felületet nyújtott a címerviselő jelképeinek feltüntetésére, ami a páncélt viselő lovagot nagy távolságból is felismerhetővé tette. Így jöttek létre a címerek.
A pajzsok és fegyverek gyártására a kovács mesterségen belül külön pajzskészítők, kardcsiszárok és fegyverkészítők specializálódtak. A középkori pajzskészítő céhek nagy tekintélynek örvendtek. Ők végezték a pajzs díszítését is. A 14. században a pajzs anyaga többnyire fa volt, a belső részén szíjjal látták el. A német Schild szó a középfelnémet „schilt” származéka, melynek eredeti jelentése 'deszka' („Brett”) vagy 'fából kihasított' volt és szinte az összes észak-európai nyelvben hasonló a jelentése.
A pajzsot lenvászonnal vagy bőrrel, ritkán prémmel vonták be. Az olajban főzött bőrt hajtogatással formálták vagy üreges formára préselték. Hasonló módon jöttek létre a krétába és enyvbe mártott lenvászonnyomatok is. Az így kialakított címerábrákat általában temperafestékkel színezték. A pajzs megerősítését szolgáló egyes fémveretekből idővel mesteralakok jöttek létre. A tűzfegyverek megjelenésével a pajzsok elveszítették eredeti funkciójukat és a 16. században többé-kevésbé dekoratív heraldikai pajzsok lettek.
Az olasz eredetű pajzs szó mellett a görög aigísz '(lenyúzott) kecskebőr (mint asszonyi viselet)' kifejezés is használatos volt 'védőfegyver, oltalom, menedék' értelemben. Ez Zeusz és Pallasz Athéné, avagy Jupiter és Minerva pajzsszerűen viselt hatalmi jelvényére megy vissza, akiknek heraldikai ábrázolásai is ismertek. Ez a pajzs a monda szerint kecskebőrből készült. A régi magyarban élt a kotorgárt szó is, egyfajta (lovagi) pajzs értelemben. Ez összefügghet a régi cseh kotrkál 'lovassági pajzs' és a régi lengyel kotrygal 'egy fajta pajzs, keskeny kard, spádé' szóval.
A 12. század közepétől a 15. század végéig a pajzsok csak kis változásokon mentek át. Ezen  heraldikai pajzsokat klasszikus pajzsoknak is nevezik, különösen Franciaországban. A pajzsok használata a csatában 1360 körül szűnt meg a számszeríj bevezetésével, de a lovagi tornákon továbbra is alkalmazták. Ezzel azonban új formák alakultak ki. Korábban a pajzs alja hegyes volt, ami gyakorlati jelentőséggel bírt a hadviselésben. Mikor ennek jelentősége megszűnt, a pajzs helye is kis csücsökké alakult át vagy a pajzs alja teljesen lekerekedett. Az ilyen pajzsformákat késő gótikus pajzsoknak is nevezik. A lovagi tornák végével a pajzsok csak a heraldikában maradtak fenn.
A 15. század végén a klasszikus háromszögű pajzs egyre inkább négyszögű alakot kezdett felvenni. Ez annak eredménye, hogy a pajzs hadi funkciója háttérbe szorult és szerepe egyre inkább a címerviselő összes címerének a feltüntetése lett egy pajzson. A nagy családok esetében a címer annyi mezőre oszlott, hogy címerük szinte értelmezhetetlen lett. A címerek továbbnegyedelése hozta létre a csücsköstalpú pajzsot, ebből lettek a reneszánsz pajzsok, majd a barokk és a modern pajzsok, melyek már pusztán heraldikai pajzsformák.

## Pajzsformák
A pajzsok formája követte az adott kor változó szokásait és így többféle változata alakult ki. Talán a pajzsformák azok, melyek a leginkább jellemzőek az egyes országok heraldikájára.
A korai középkorban nagyjából három fő pajzsfajtát használtak a háborúban. 1.  A népvándorlás korának kerek pajzsa (de: Rundschild) az északi népek szinte egyedüli pajzsa volt. Egész törzsek vagy csoportok ugyanolyan egyszerű módon festett bőrrel bevont fapajzsot használtak. A közepén  fémdudor volt. 2. Az egyszerű karoling és bizánci ovális pajzsok (de: Ovalschilde) erősen íveltek voltak, több fémdudorral. 3. A kelta-germán területeken a négyszögű pajzsot (de: Rechteckschild) használták, mely valószínűleg a római korból ered. A római légiók scutumával szemben ezek csak kevéssé vagy egyáltalán nem voltak íveltek. A fémduron kívül csak kezdetleges díszítésekkel látták el.
Kevéssel 1000 után a mórok elleni lovagi hadviselés, a lovasroham hatására a pajzsok formája jelentős módon megváltozott. A jobb kézben tartott lándzsát a ló nyaka fölött balra az ellenfél felé tartották, tehát elölről és balról támadták. Ez a harcmodor eredményezte az első mandulaformájú hegyes végű pajzsok kialakulását, mint amilyen a normann pajzs. Az alakja jó védelmet biztosított a nyeregben ülő, lándzsát tartó lovas bal lábának és törzsének, egészen az orráig. Ezen pajzsok közepén még volt fémdudor és számos, általában kereszt alakú fémveret is, melyekből később néhány címerábra származott, mint a Navarra-lánc és a clevei liliomküllő. A preheraldikus korból származó pajzsok közül ritka esetben a normann pajzson előfordulnak címerábrázolások is, mint Plantagenet Gottfried pajzsán. Noha a kerek pajzsok is fennmaradtak, a mandulaformájú pajzsok hamarosan a közép-európai lovagok uralkodó pajzsformája lett. Kerek teteje a fülig, hegyes vége a térdekig ért. A gyalogság is hamarosan átvette.
A 12. század utolsó negyedében a pajzs nagysága egyre jobban lecsökkent, így enyhén ívelt oldalú háromszögű pajzsok jöttek létre. A karddal harcoló lovag számára ez a pajzs könnyebb, jobban használható volt, amit a  testpáncél és a nyakvédő viselése tett lehetővé, a fej védelmét pedig a csuporsisak biztosította.
Az első pajzsok a pecséteken jelentek meg a 12. században és a 13. század elején. A korai pajzsformák ezek alapján tanulmányozhatók. A régi heraldikai irodalomban használt német, angol, francia, spanyol, olasz, lengyel stb. pajzs elnevezés önmagában helytelen, mert ezek a pajzsformák szinte egész Európában ugyanazon időben el voltak terjedve. A címerek datálására önmagában a pajzsforma csak áttételesen alkalmas, mert több formát később is használtak. A barokk pajzs azonban értelemszerűen nem lehet korábbi a barokk kornál. Így datálásra a pajzsok csak „a quo” formában használhatók. Mivel egyes főtípusoknak számtalan változata alakult ki, a legmegfelelőbb ezek csoportosítása a művészeti stílusok (gótikus, reneszánsz, barokk, klasszicista, modern) szerint. Ezeken belül pedig a pajzsokat csoportosíthatjuk a pajzs tetejének, talpának és oldalainak az alakja (ívelése, díszítése stb.) szerint.
Az élő heraldika korában a pajzs alakja többnyire a csatapajzsot, illetve a tornapajzsot követi. A pecséteken előfordul a négyzet vagy négyszög alakú pajzs is, mely a bandérium alakjának felel meg. A ma is használt heraldikai pajzsformák a 13. században alakultak ki. Ezek a hegyes végű háromszögű pajzs és változata, a doborpajzs, melynek alját lekerekítették, hogy ne sebezze ki a ló nyakát.
Magyarországon a 14. században kör, háromszög és ovális alakú pajzsokat használtak. Előfordult a lekerekített háromszög, illetve háromszög alakú pajzs, mint a svábfalvi festményen 
vagy levél alakú, mint Maksán. Gelencén hatszögű pajzsforma látható, akárcsak a martonházi falkép gyalogsági pajzsa. A 14. század utolsó negyedéből fennmaradt eredeti tornapajzs a tulajdonos családi címerével és címeres vasajtó Rudabányáról a 14. század második feléből. A 14. század első felében jelent meg a tárcsapajzs, mely leggyakrabban hosszúkás négyszög volt, a jobb felső sarokban kör alakú bevágással a kopja megtámasztására.
A háromszögű pajzsból alakult ki a csücsköstalpú pajzs. Ezt a csatában már nem használták. A reneszánsz és barokk korban létrejött pajzsformák valódi értékét nem használati, hanem művészi szempontból, dekoratív funkciójuk szerint kell értékelni. A barokk pajzsok a korra jellemző módon túldíszített, cikornyás antiheraldikus pajzsok. Az ezt követő klasszicista és modern pajzsok már jóval egyszerűbbek és a korai heraldika egyszerűsége jellemzi, amellett, hogy a régi háromszögű pajzsok, dobor- és egyéb pajzsok ma is használatosak. A barokk és más túldíszített pajzsformák a mai címerfelvételek esetében már anakronisztikusak és nem túlzottan esztétikusak.
Bár a pajzsok alakja nem játszik szerepet a címerleírásban, de kormeghatározói, esztétikai, címerművészeti, elméleti, címerhatározói szempontból mégis osztályoznunk kell az egyes változatokat az adott főtípuson belül. A pajzsok osztályozhatók a pajzs teteje, sarkai, oldalai és alja szerint. Minden pajzs ezen részek alakjának a kombinációiból tevődik össze. Először megnevezzük a főtípust (pl. reneszánsz pajzs), majd leírjuk az egyes pajzsrészek alakját (pl. reneszánsz pajzs, homorú tetejű, levágott sarkú, megnyúlt fülű, bevágott oldalú, félkrör aljú, csücskös talpú).

## A pajzs részei

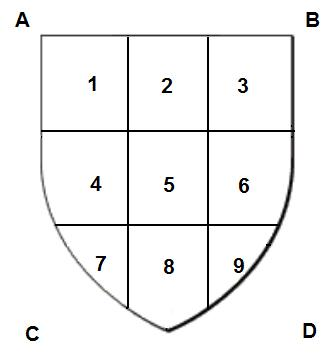
A pajzs részei

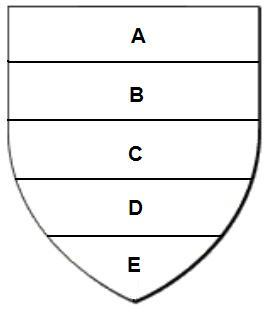
A pajzs vízszintes felosztása

A pajzs egyes részei különféle területekre oszthatók, melyet az ábra szemléltet. AB: a pajzs felső része (de: Oberrand), 
AC: a pajzs jobb vagy első része (de: rechter Seitenrand), BD: a pajzs bal vagy hátsó része (de: linker Seitenrand), 
CD: a pajzs alsó része (de: Unterrand, Spitze); 1-2-3: pajzsfő (fr: chef, de: Schildhaupt, pt: chefe (por extensão)), 4-5-6: pajzsderék vagy pólyahely 
(de: Balken, Mittel-, Balkenstelle), 7-8-9: pajzstalp vagy pajzsláb (fr: pointe, en bas, de: Schildfuß, Fußstelle, pt: ponta (por extensão)), 1-4-7: a pajzs jobb oldala (fr: dextre, de: rechte Flankenstelle, pt: dextra ou direita do cavaleiro), 
2-5-8: cölöphely (de: Pfahlstelle), 3-6-9: a pajzs bal oldala (fr: senestre, de: linke Flankenstelle, pt: sinistra ou esquerda do cavaleiro); 1. a pajzsfő eleje 
(jobb felső sarok) (fr: canton du chef dextre, de: rechte Oberstelle,  pt: cantão dextro do chefe), 2. a pajzsfő közepe (díszhely) (fr: point du chef, de: Oberstelle, pt: chefe), 3. a pajzsfő hátsó része (bal felső sarok) (fr: canton du chef senestre, de: linke Oberstelle, pt: cantão sinistro do chefe), 4. a pajzsderék eleje (fr: flanc dextre, de: rechte Hüftstelle, pt: flanco direito ou dextro), 5. a 
pajzsderék közepe (boglárhely) (fr: cœur, abîme, de: Herzstelle, pt: coração ou abismo), 6. a pajzsderék bal oldala (fr: flanc senestre, de: linke Hüftstelle, pt: flanco esquerdo ou sinistro), 7. a pajzstalp eleje (jobb alsó sarok) (fr: canton de la pointe dextre, de: rechte Unterstelle, pt: cantão dextro da ponta), 8. a pajzstalp közepe (fr: pointe, de: Fersenstelle, pt: ponta), 
9. a pajzstalp hátsó része (bal alsó sarok) (fr: canton de la pointe senestre, de: linke Unterstelle, cantão sinistro da ponta); 2-5: a pajzs mellrésze (de: Bruststelle), 5-8: a pajzs köldökrésze (de: Nabelstelle), 5-4: jobb-boglárhely, 5-6: bal-boglárhely. A pajzsot öt vízszintes sorra is fel szokták 
osztani. A: fősor (de: Hauptreihe, -stelle), B: díszsor (de: Ehrenreihe), C: középsor (de: Mittelreihe, Gürtelreihe, Bandreihe, 
Schildesstraße, Balkenreihe), D: köldöksor (de: Nabelreihe), E: talpsor (de: Fußreihe).
Az angol heraldikában leggyakrabban ettől eltérő felosztást használnak. ABC: pajzsfő (en: chief), D: díszhely (en: honour point), 
E: pólyahely (en: fess point), F: köldökhely (en: nombril point), GHI: pajzstalp (base). Ugyanez a francia heraldikában 
hasonlóképp mutat. (De la Colombière szerint:) ABC: a pajzsfő 1-3. pontja (fr: le premier, second, & troiseme point du chef), 
D: díszhely (place, point, ou lieu d'honneur), E: pólyahely (fr: point, ou lieu de la fasce, ou milieu de l'escu, 
quelquesfois l'on l'appelle aussi coeur & abisme), F: köldökhely (fr:le point, ou 
place dite le nombril), G: a pajzstalp jobb oldala (fr: point de la dextre de la pointe de l'escu), H: a pajzstalp jobb 
oldala (fr:point de la senestre), I: a pajzs csücske (fr: point & bas de la pointe de l'escu). Egyes angol szerzők ettől 
eltérő felosztást alkalmaznak. A: a pajzs teteje, foka, pereme (en: chief), B: a pajzs alja (en: base), C: a pajzs jobb oldala 
(en: dexter side), D: a pajzs bal oldala (en: sinister side), E: a pajzsfő jobb oldala (en: dexter chief), F: a pajzsfő bal 
oldala (en:sinister chief), G: a pajzsfő közepe (en: middle chief), H: a pajzstalp jobb oldala (en: dexter base), I: a 
pajzstalp bal oldala (en: sinister base), K: a pajzstalp közepe (en: middle base), L: díszhely (en: honour point), M: 
pólyahely (en: fess point).
A spanyol heraldikában a pajzs arányait az emberi archoz viszonyítják, mely vízszintesen öt, függőlegesen hat részre tagolódik. A pajzsot két függőleges és két vízszintes vonal kilenc képzeletbeli részre osztja és ezen vonalak öt fő pajzsrészt különítenek el: a pajzs tetejét, jobb oldalát, bal oldalát, alját és közepét. A címerábrákat úgy kell elhelyezni a pajzs kilenc részének valamelyikén, hogy a kompozíció kiegyensúlyozott legyen, miközben idomul a pajzs alakjához is.

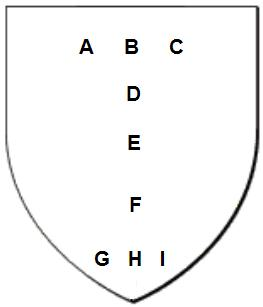
A pajzs részei az angol heraldikában
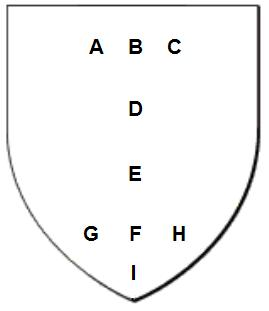
A pajzs részei a francia heraldikában
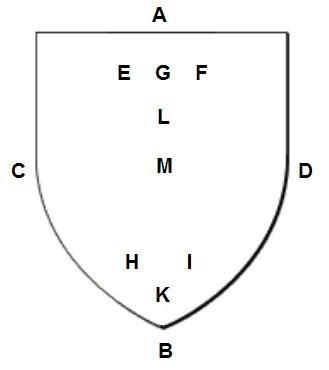
A pajzs részei egyes angol szerzőknél
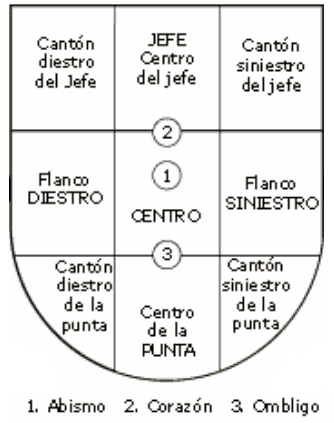
A pajzs részei a spanyol heraldikában (1. boglárhely, 2. "szívhely", 3. köldökhely)
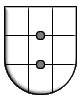
A pajzs részei a portugál heraldikában (fent: Ponto de honra, díszhely, lent: Umbigo do escudo, köldökhely)
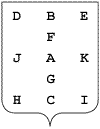
Pajzsrészek a francia heraldikában: D, B, E, a pajzs feje:  le chef de l'Écu (a főt képviselik), B a pajzsfő közepe: le point du chef, D, a jobb felső sarok: le canton dextre, E, a bal felső sarok: le canton sénestre (D és E a karokat képviselik), F, díszhely: point d'honneur (a nyakat képviseli, mely a tornagallért tartja), A, boglárhely: cœur, abîme, G, köldökhely: le nombril, C, a pajzstalp közepe: la pointe, H, a jobb alsó sarok: le canton dextre de la pointe, I, a bal alsó sarok: le canton sénestre de la pointe, J, a jobb oldal közepe: le flanc dextre, K, a bal oldal közepe: le flanc sénestre
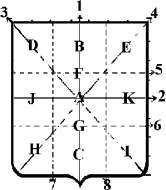
Pajzsrészek, francia: D, B, E réunis sont le chef de l'écu. Ils représentent les bras. B est la pointe du chef. D est le canton dextre du chef. E est le canton sénestre du chef. F est dit point d'honneur. Il représente le cou auquel on suspend les colliers de chevalerie. A est le centre de l'écu désigné sous le nom de coeur ou abîme. G est le nombril de l'écu. C est la pointe de l'écu. H est le canton dextre de la pointe. I est le canton sénestre de la pointe. J est le flanc dextre. K est le flanc sénestre. 1 : définit le parti. 2 : définit le coupé. 1 et 2 : forment l'écartelé. 3 : définit le tranché. Sens de la bande. 4 : définit le taillé. Sens de la barre. 3 et 4 : forment l'écartelé en sautoir. 1, 2, 3 et 4 : forment le gironné. 5 et 6 : forment la fasce à l'intérieur et le tiercé en fasce. 7 et 8 : forment le pal à l'intérieur et le tiercé en pal.

## A pajzsok alkalmazása
A pajzs helyzete lehet egyenes (fennálló: Nagy Iván VI. 382.) vagy dőlt. A 14. században a pajzs egyenesen állt, ha sisak(dísz) nélkül ábrázolták. A sisakkal és sisakdísszel ellátott címerábrázolás pajzsa általában dőlt helyzetű volt.
A címerleírásban nem kell megemlíteni a pajzs alakját, sem a dőlés irányát, ebből a szempontból tehát a pajzsnak  címerművészeti jelentősége nincs, de a címerfestő nem alkalmazhat a kortól vagy a címerábrák stílusától durván elütő pajzsformákat. A pajzs eredetét (angol, spanyol stb.) csak akkor kell figyelembe venni, ha Közép-Európán kívüli címerről van szó. A nagyfokú eltérés hozzánk képest ott is jelentős módon nyilvánul meg.
A pajzs alakjának, a címerábráknak és a címer többi részének összhangban kell lenni egymással. Továbbá a kiválasztott jelképek néha a pajzs alakját is meghatározzák. A háromszögű pajzs például alkalmas az ágaskodó oroszlán ábrázolásánál, de nem megfelelő az álló oroszlán megrajzolásához.
A pajzs szélességének aránya a magasságához viszonyítva nincs pontosan meghatározva. A címerfestőnek azt a saját ízlése szerint és az ábrázolandó jelképek ismeretében kell megrajzolnia. Az optimális arány az 1:1,15. A pajzs vastagságát a rajzon a pajzs heraldikai bal oldalán és tetején vastagabb vonallal is lehet érzékeltetni. Az egyes pajzsformákat megfelelő sisakokkal és sisaktakarókkal kell ábrázolni. Nem alkalmazhatók olyan pajzsformák, melyek az adott sisakkal történeti és heraldikai szempontból anakronisztikusak lennének. A tornasisak nagyjából minden pajzsformához megfelel.